# Sancho Lyttle
Sancho Tracy Constance Lyttle (Kingstown, San Vicente y las Granadinas, 20 de septiembre de 1983) es una exjugadora de baloncesto sanvicentina nacionalizada española en 2010.

## Biografía
Después de dos exitosas temporadas con el Perfumerías Avenida de Salamanca, en mayo de 2011 ficha por el Ros Casares Valencia. En 2012 ficha por el Galatasaray Medical Park y en 2015 firma por el Ekaterimburgo ruso.
El 26 de junio de 2010 se le concede la nacionalidad española acordado por el Consejo de Ministros por carta de naturaleza. Al poco tiempo se incorpora a la selección. Con su "fichaje" se da un salto de calidad espectacular al aportar su juego de élite mundial al puesto de pívot, lo que se reflejó inmediatamente con una histórica medalla de bronce en el Mundial de ese mismo verano.
En 2013, el 30 de junio se proclama campeona de Europa con la Selección tras ganar a Francia, precisamente en su país, la final del Eurobasket de 2013 por un ajustadísimo 70-67, anotando 20 puntos en la final convirtiéndose en la MVP del torneo.

## Estadísticas

### WNBA
|  | Denota temporadas en las que se proclama campeón de la WNBA |

| Temporada | Equipo          | PJ  | MPP  | PPP  | RPP  | APP |
| --------- | --------------- | --- | ---- | ---- | ---- | --- |
| 2005      | Houston Comets  | 33  | 13,9 | 4,2  | 3,8  | 0,5 |
| 2006      | Houston Comets  | 29  | 13,1 | 3,7  | 3,9  | 0,3 |
| 2007      | Houston Comets  | 31  | 16,3 | 5,9  | 5,3  | 1,0 |
| 2008      | Houston Comets  | 27  | 18,1 | 8,2  | 6,2  | 0,9 |
| 2009      | Atlanta Dream   | 34  | 27,4 | 13,0 | 7,5  | 1,5 |
| 2010      | Atlanta Dream   | 32  | 29,1 | 12,8 | 9,92 | 2,2 |
| 2011      | Atlanta Dream   | 22  | 26,2 | 10,0 | 6,3  | 2,1 |
| 2012      | Atlanta Dream   | 34  | 31,6 | 14,0 | 7,6  | 2,5 |
| 2013      | Atlanta Dream   | 6   | 30,0 | 14,3 | 8,5  | 2,5 |
| 2014      | Atlanta Dream   | 34  | 31,3 | 12,2 | 9,0  | 2,4 |
| 2015      | Atlanta Dream   | 24  | 30,0 | 10,3 | 8,3  | 2,2 |
| 2016      | Atlanta Dream   | 19  | 30,1 | 7,6  | 7,8  | 1,8 |
| 2017      | Atlanta Dream   | 29  | 28.3 | 6.4  | 7.1  | 1.6 |
| 2018      | Phoenix Mercury | 18  | 23.3 | 7.9  | 5.3  | 1.4 |
| TOTAL     |                 | 372 | 24.9 | 9.2  | 6.8  | 1.6 |

### Euroliga
|  | Denota temporadas en las que se proclama campeón de la Euroliga |

| Temporada | Equipo               | PJ  | MPP  | PPP  | RPP  | APP |
| --------- | -------------------- | --- | ---- | ---- | ---- | --- |
| 2009-10   | Halcón Avenida       | 15  | 30,5 | 17,6 | 10,8 | 1,6 |
| 2010-11   | Halcón Avenida       | 16  | 31,1 | 13,9 | 9,8  | 1,3 |
| 2011-12   | Ros Casares          | 17  | 26,8 | 12,8 | 7,4  | 2,4 |
| 2012-13   | Galatasaray          | 17  | 25,6 | 11,6 | 7,2  | 1,3 |
| 2013-14   | Galatasaray Odeabank | 14  | 28,4 | 13,6 | 8,3  | 1,8 |
| 2014-15   | Galatasaray Odeabank | 13  | 30,5 | 11,1 | 9,1  | 1,9 |
| 2015-16   | UMMC Ekaterinburg    | 17  | 23,8 | 7,8  | 7,6  | 1,9 |
| 2016-17   | UMMC Ekaterinburg    | 13  | 20.6 | 5.8  | 5.9  | 1.8 |
| Total     |                      | 122 | 27.1 | 11.7 | 8.2  | 1.7 |

### Liga Femenina[6]
|  | Denota temporadas en las que se proclama campeón de la Liga Femenina |

| Temporada  | Equipo         | PJ  | MPP  | PPP  | RPP  | APP | VPP  |
| ---------- | -------------- | --- | ---- | ---- | ---- | --- | ---- |
| 2006-07    | Ebe Ibiza- PDV | 25  | 28,2 | 13,4 | 10,7 | 0,8 | 21,1 |
| 2007-08    | Ebe Ibiza- PDV | 26  | 26,5 | 13,1 | 10,0 | 1,6 | 19,8 |
| 2007-08 PO | Ebe Ibiza- PDV | 3   | 32,3 | 13,7 | 9,7  | 1,3 | 21,3 |
| 2008-09    | Ebe Ibiza- PDV | 18  | 32,2 | 18,9 | 11,6 | 1,0 | 27,4 |
| 2008-09 PO | Ebe Ibiza- PDV | 2   | 38,4 | 34,5 | 16,0 | 1,0 | 48,5 |
| 2009-10    | Halcón Avenida | 25  | 28,5 | 16,2 | 10,7 | 1,9 | 26,9 |
| 2009-10 PO | Halcón Avenida | 4   | 30,0 | 16,5 | 10,0 | 2,0 | 23,5 |
| 2010-11    | Halcón Avenida | 23  | 25,3 | 13,7 | 8,4  | 1,7 | 21,3 |
| 2010-11 PO | Halcón Avenida | 4   | 28,4 | 12,5 | 8,3  | 2,3 | 20,0 |
| 2011-12    | Ros Casares    | 24  | 25,5 | 12,9 | 8,8  | 2,0 | 20,0 |
| 2011-12 PO | Ros Casares    | 4   | 23,1 | 9,5  | 5,3  | 1,3 | 10,0 |
| TOTAL      |                | 170 | 28,0 | 14,5 | 9,8  | 1,5 | 22,2 |

(Leyenda: PJ= Partidos jugados; MPP= Minutos por partido; PPP= Puntos por partido; RPP= Rebotes por partido; APP= Asistencias por partido)

## Trayectoria

### Europa
- 2006–09:  Ebe Ibiza- PDV
- 2009–11:  Halcón Avenida
- 2011–12:  Ros Casares Valencia
- 2012–15:  Galatasaray S.K
- 2015-19:  UMMC Ekaterinburg

### WNBA
- 2005-08  Houston Comets
- 2008-17  Atlanta Dream
- 2018-19  Phoenix Mercury

## Palmarés con la selección española
- Eurobasket 2013 ( Francia) – MVP
- Eurobasket 2017 ( República Checa)
- Mundial 2014 ( Turquía) – Equipo ideal
- Mundial 2010 ( República Checa) – Equipo ideal

## Palmarés a nivel de clubes
Halcón Avenida
- Euroliga Femenina (1): 2010/11.
- Liga Femenina (1): 2010/11.
- Supercopa de España (1): 2010.

Ros Casares
- Euroliga Femenina (1): 2011/12.
- Liga Femenina (1): 2011/12.

Galatasaray S.K
- Euroliga Femenina (1): 2013/14.
- Liga Turca (2): 2013/14, 2014/15.
- Copa Turca (2): 2012/13, 2013/14.

UMMC Ekaterinburg
- Euroliga Femenina (1): 2015/16.
- Liga Rusa (1): 2015/16.

## Palmarés individual
- 2 veces Mejor Quinteto Defensivo de la WNBA (2012, 2014)
- 4 veces Segundo Mejor Quinteto Defensivo de la WNBA (2009, 2010, 2011, 2015)
- 2 veces All-Star de la WNBA (2009,2010)
- 3 veces Máxima recuperadora de la WNBA (2011, 2012, 2015)
- 2 veces Quinteto ideal del Mundial (2010, 2014)
- Máxima anotadora del Mundial 2014
- MVP del Eurobasket (2013)
- Quinteto ideal del Eurobasket (2013)
- Máxima anotadora y reboteadora del Eurobasket 2013
- Mejor jugadora europea del año (2013)